# Mikrevo
Mikrevo (în bulgară Микрево) este un sat în Obștina Strumeani, Regiunea Blagoevgrad, Bulgaria.

## Demografie
Componența etnică a satului Mikrevo
     Bulgari (58,61%)
     Romi (3,99%)
     Nicio identificare (34,96%)
     Altele (2,42%)
La recensământul din 2011, populația satului Mikrevo era de 2.228 locuitori. Din punct de vedere etnic, majoritatea locuitorilor (58,61%) erau bulgari, cu o minoritate de romi (3,99%). Pentru 34,96% din locuitori nu este cunoscută apartenența etnică.